# Изникская керамика
Керамика Изника (тур. İznik çinisi) — разновидность декоративно-прикладного искусства, связанная с производством  керамических изделий в турецком городе Изник (преимущественно османского периода).

## История
Керамическое производство в Изнике (бывший византийский город Никея) сложилось в последней четверти XV века. Становление большого керамического центра в Изнике соответствовало, прежде всего, потребностям монументального зодчества — оформление интерьеров мечетей и дворцов быстрорастущих городов Османского государства, и, в первую очередь, Стамбула. В период наивысшего подъёма и расцвета Османского государства, его быстрого территориального расширения и соответствующего роста богатства её элиты, немногочисленные керамические мастерские Малой Азии уже не могли обеспечить возрастающий спрос на декоративную облицовочную плитку. Объективными факторами развития крупного производства керамики, прежде всего, строительной, в Изнике были:
- наличие мощной сырьевой базы (высококачественной белой глины);
- постоянно растущий спрос на подобные изделия;
- относительная близость к столице — главного заказчика и потребителя продукции.

В результате в мастерских Изника была разработана технология изготовления керамической продукции из мягкой силикатного формовочной массы белого или розового цвета, покрытой прозрачной бесцветной свинцово-щелочной глазурью.
Отличительной чертой этой области художественного ремесла стало формирование и развитие искусства миниатюрной росписи керамических изделий, которые позволили перейти к построению панно и сюжетных произведений, украсить многочисленные мечети и дворцы. Классическим примером дворцового интерьера является комплекс Топкапы в Стамбуле, воплотивший лучшие традиции и стили художественной керамики Изника.
Строительная керамика быстро завоевала господствующее положение в керамическом производстве — по отношению к ней на государственном уровне проводилась политика протекционизма. Посуда, таким образом, рассматривалась как побочный вид изделий. Тем не менее, она предназначалась для потребления в среде высших кругов османского общества и носила элитарный характер.

## Типология
Исследователь турецкой керамики А. Лейн выделяет три типологические образцы изникской керамики, связанные с её хронологическим развитием.
1. Изник I («Авраам с Кютахьи», 1490—1525). Преобладает сине-белая цветовая гамма, ощутимы среднеазиатские и китайские влияния.
2. Изник II («Дамаск», 1525—1625). Расширяется цветовое исполнение — добавляются оливково-зелёный, светло-розовый, пурпурный, коричневый и серый цвета. Изображения становятся крупными и мощными, содержащие розы, тюльпаны, гвоздики, гранаты, перистые листья и деревья. Широко используются арабески.
3. Изник III («Родос», 1625—1700). Отличалась высоким качеством продукции, с использованием поливы и подполивьяной росписи по белой глине. Здесь интенсивно используется чёрный контур изображений, в то же время вводятся яркие мёдно-зелёный, ультрамариново-голубой и томатно-красного цвета. Часто используются изображения всех видов анималистических мотивов, фантастических существ, таких как гарпии и драконы, корабли и другие плавательные средства, а также геометрические мотивы[1].

Окончательно мануфактура прекратила существование в конце XVIII века. В современной Турции керамический центр Изника и его мастерской работают по тем же технологиям, что и средневековые мастера, в значительной мере насыщая туристическую отрасль турецкой экономики.

## Экспорт керамики
Керамика Изника распространялась как по территории Османской империи, так и далеко за её пределами. В Египте и Северной Африке использовались изразцы Изника. Основным пунктом ввоза изникских изделий в Италию была Венеция, где оседала значительная часть импорта. Кроме того, турецкие и итальянские купцы вывозили посуду в Англию, Голландию и Германию. Большое распространение эта керамика, в основном посуда, приобрела в османских провинциях на территории современных Румынии, Болгарии и Венгрии. В Крыму, Приазовье и на Кавказе находки изникской посуды также являются частыми. Экспортировалась такая керамика и в Москву.
Образцы изникской посуды были найдены в Киеве на территории Михайловского Златоверхого монастыря и других монастырских зданий неподалеку от Печерской лавры, где она была в употреблении представителей высших слоёв духовенства .